# Valle del Crati
La Valle del Crati è una stretta area pianeggiante (e collinare) della Calabria settentrionale. Si estende longitudinalmente, per circa 35 km in linea d'aria, da Cosenza sino al territorio comunale di Tarsia. La valle è chiusa a est e sud-est dall'altopiano della Sila e a ovest dalla Catena Costiera.
Il Crati, fiume che la attraversa interamente, è il più importante della regione per volume d'acque alla foce, oltre che il terzo del Sud Italia dopo Volturno e Sele. Nasce sulle pendici occidentali dell'altopiano silano, raggiunge il tratto incassato di Tarsia dove una diga forma il lago artificiale omonimo, per poi sfociare nel Golfo di Taranto.

## Geografia fisica

### Territorio
È delimitata a est dall'altopiano della Sila, a ovest dalla Catena Costiera, mentre confina a sud con la Valle del Savuto (una sorta di congiunzione tra la Catena Costiera e la Sila). Una striscia collinare a nord-ovest la separa dalla Valle dell'Esaro e quindi dai monti dell'Orsomarso e dal Massiccio del Pollino, con un unico sbocco a nord-est nella Piana di Sibari.
Nell'estremità meridionale della valle, nella sua sezione più elevata, è posta la città di Cosenza a 238 m s.l.m. (centro città), e poco più a nord la città di Rende a 184 m s.l.m. (sede comunale). Proseguendo verso nord, la valle ospita gli scali ferroviari di Montalto-Rose a 144 m s.l.m., di Acri-Bisignano-Luzzi a 117 m s.l.m, di Torano-Lattarico a 91 m s.l.m., di Mongrassano-Cervicati a 76 m s.l.m. e di Tarsia a 74 m s.l.m.

### Clima
La Valle del Crati presenta un particolare microclima, pressoché non influenzato dal mare. L'inversione termica è quasi una costante della vallata, grazie alla scarsa presenza di venti, da cui risulta riparata proprio a causa dell'orografia del territorio. Le temperature minime, le quali grazie all'irraggiamento notturno ed all'inversione termica raggiungono valori bassi (se rapportati ad altitudine e latitudine), sono affiancate da massime che, specie in condizioni di calma di vento e nella stagione estiva, risultano molto elevate. In estate le giornate sono spesso soleggiate, a causa di una forte influenza da parte dell'anticiclone africano, con picchi frequenti anche oltre i 40 °C nelle zone basse, tuttavia è possibile (occasionalmente) il generarsi di temporali e nubi cumuliformi nelle ore centrali e frequentemente si hanno temperature molto elevate accompagnate da valori di umidità molto bassi. In valle è frequente anche la neve, specie nei settori più alti, con rilevanti accumuli, che in casi particolari, possono abbondantemente superare i 30 centimetri.

## Demografia
L'area della Valle del Crati conta una popolazione di circa 170 000 abitanti, con una maggiore concentrazione nei comuni di Cosenza, Rende e Montalto Uffugo.
| Stemma | Comune              | Popolazione |
| ------ | ------------------- | ----------- |
|        | Cosenza             | 70 081      |
|        | Rende               | 35 708      |
|        | Montalto Uffugo     | 20 220      |
|        | Bisignano           | 10 047      |
|        | Luzzi               | 9 146       |
|        | San Marco Argentano | 7 229       |
|        | Torano Castello     | 4 604       |
|        | Rose                | 4 397       |
|        | Lattarico           | 3 982       |
|        | Tarsia              | 2 003       |
|        | Mongrassano         | 1 562       |